# Цзян Тінфу
Цзян Тінфу (*蔣廷黻, 7 грудня 1895 — 9 жовтня 1965) — дипломат, вчений та журналіст часів Китайської республіки.

## Життєпис

### Навчання та викладання
Походив з родини дрібного землевласника та господаря магазину. Народився у с. Баоцзін повіт Шаоян (провінція Хунань). У 1900 році навчався у приватного вчителя. У 1901 році поступив до початкової школи, де навчався конфуціанській класиці. Тоді ж втратив матір, опікувалася малим Тінфу його мачуха.
У 1905 році поступив до середньої школи в м.Чанша, у 1906—1911 роках навчався в американській місіонерській школі в м. Сянтань, де вивчав англійську мову. У 1911 році прийняв християнство. У 1912 році перебирається до м. Сан-Франциско, США, де спочатку навчався за свій рахунок в коледжі, проте його коштів вистачило лише на один рік. Тоді він написав провінційному уряду Хунані листа з проханням про допомогу. Прохання його була задоволене, і він закінчив Парк-коледж (штат Міссурі) у 1914 році. Восени цього ж року Цзян поступив до Оберлен-коледжу (штат Огайо), який закінчив в 1918 році. Потім переїхав до Франції, де служив секретарем організації Християнського союзу молодих людей в робочому батальйоні, прикріпленому до французької армії.
У 1919 році він повернувся до США, де вступив до Колумбійського університету. Тут написав дисертацію з області британської політичної історії під назвою «Праця і імперія». Під час навчання очолював клуб китайських студентів і видавав щомісячник «Китайський студент». У 1923 році він захистив дисертацію і отримав вчену ступінь доктора філософії Колумбійського університету.
У 1923 році повернувся до Китаю, де влаштувався викладачем з історії дипломатії Нанкайського університету у м. Таньцзін. У 1929 році прийняв запрошення перейти до університету Цзінхуа в Пекіні на посаду декана історичного факультету та водночас викладача історії дипломатії. Тут він отримав доступ до Імператорського архіву. Все це сприяло написанню наукових праць. Цзяну вдалося створити один з найкращих історичних факультетів в Китаї, де працювали провідні вчені, зокрема Чен Інко і Лей Хайцзун. Вперше в історії китайської освіти, він скоротив навантаження на штатних викладачів, щоб професори могли присвячувати більше часу своїм дослідженням.
У 1932 році став співвидавцем політичного тижневика «Незалежний огляд», де друкувалися статті стосовно відносин Китаю із сусідніми країнами. Значне місце приділялось стосункам з Японією, яка у 1931 році захопила Маньчжурію. Цянь Тінфу виступав проти військового протистояння з агресором, вважаючи перемогу неможливою. Влітку Цянь Тінфу зустрічався з правителем Китаю Чан Кайши, де обговорювалися зовнішні та внутрішні питання. Цзян заявив Чан Кайши, що виступає проти об'єднання Китаю військовою силою, також висловив негативне ставлення до ведення повномасштабної війни з Японією.

### Дипломатична служба
Того ж року Чан Кайши попросив його поїхати як свого особистого представника, щоб оцінити можливості отримання підтримки Радянського Союзу в боротьбі з Японією. Цзян погодився виконати це прохання як приватна особа. У Москві він пояснив представникам уряду Радянського Союзу, що національний уряд Китаю сподівається отримати підтримку СРСР проти Японії, але зауважив, що внутрішня політика національного уряду Китаю буде залишатися в опозиції до комуністів. Натомість зумів отримати заяви, що СРСР вважає єдиним лідером Китаю Чан Кайши.
Після 3 місяців перебування у Москві Цзян Тінфу поїхав до Західної Європи. Він опублікував свої враження про країни, які він відвідував, в «Незалежному огляді». Після повернення на батьківщину у 1935 році він підсумував свої спостереження в статті, опублікованій 30 вересня 1935 року. Цзян описав конфлікт ідеологій в Європі, а також висловив думку про те, що західні демократії сильніше матеріально і духовно, ніж фашизм або комунізм.
У 1935 році перебирається до Нанкіну (тодішньої столиці), де отримав посаду директора політичного департаменту. У жовтні 1936 року Цзян був призначений послом в Радянський Союз. Очікувалося, що Радянський Союз прийде на допомогу Китаю в разі війни з Японією. Втім Тінфу швидко зрозумів, що СРСР не має наміру суттєво допомагати Чан Кайши.
У грудні 1936 року Чан Кайши було заарештовано в Сіані генералом Чжан Сюеляну. У Москві газета «Правда» опублікувала статтю, в якій стверджувалося, що тільки Чан мав престиж і авторитет для керівництва об'єднаним Китаєм проти Японії, а арешт Чан Кайши спровокований прояпонськими політиками на чолі із Ван Цзінвеєм. Радянський посол у Китаї Богомолов, що перебував на той час у Москві для проведення консультацій, викликав Цзян Тінфу і просив його передати статтю з «Правди» Національному уряду в Китаї. Цзян виконав доручення, але «втратив» частину статті, що стосувалася Ван Цзінвея, який тоді був одним з провідних політичних лідерів країни. Він побоювався, що публікація в Китаї може створити складнощі для національного уряду в умовах кризи. Чан Кайши було звільнено в Сіані 25 грудня 1936 року.
В подальшому брав участь у підготовці договору про ненапад між Китаєм і Радянським Союзом, що було підписано 21 серпня 1937 року. У вересні за участі Цзян Тінфу було укладено угоду про співпрацю між Національним урядом і комуністами в Китаї. На Цзяна була покладена відповідальність по пошуку допомоги Китаю. Незабаром після цього генерал Ян Чен був направлений до Москви для організації закупівель радянської зброї та обладнання. Ян повідомив, що участь СРСР буде незначною. Цзяна було звинувачено в дезінформації і в 1936 році відкликано з Москви.

### Державна служба
У 1938 році разом з урядом перебирається до м.Чунцін, де знову очолив політичний департамент. На початку 1940 року він завідував переміщенням службовців і шпиталів у більш віддалені райони Китаю, подалі від японських бомбардувань. У тому ж році він був призначений відповідальним за підготовку та координацію національного бюджету.
На початку 1942 року Цзян Тінфу був залучений до приготування для повоєнних перетворень і представляв Китай на нарадах ООН в США (Атлантик-Сіті, 1943 рік), Канаді (Монреаль, 1944 рік), Велика Британія (Лондон, 1945 рік). У 1945 році він був призначений генеральним директором Китайського національного управління громадської допомоги та відновлення. У 1946 році пішов з цієї посади внаслідок політичних розбіжностей. Після цього мав намір обійняти посаду губернатора провінції Хунань. Втім зазнав невдачі.

### Повернення до дипломатії
У 1946 році отримав тимчасове призначення як представник Китаю на нарадах економічної комісії ООН для Азії і Далекого Сходу, які проходили в Шанхаї. Влітку 1947 року Цзяну була дана інструкція представляти Китай в Раді Безпеки ООН у зв'язку з відсутністю постійного представника — Куо Тайчі. У вересні він був одним з делегатів на нараду Генеральної Асамблеї. Після призначення Ку Тайчжі послом до Бразилії Цзян став постійним представником Китаю в ООН.
Після утворення Народного уряду КНР в жовтні 1949 році позиція Цзян Тінфу в ООН значно ускладнилася. Його право представляти Китай в міжнародній організації було піддано сумніву 10 січня 1950 року на нараді Ради Безпеки, коли радянський представник Яків Малі зажадав негайно видалити його із залу. Цзян Тінфу зустрів виклик представника Радянського Союзу з гідністю. Коли ж Рада Безпеки відкинула вимоги радянського представника, Малік залишив засідання. Його відхід означав початок семимісячного бойкоту Радянським Союзом органів ООН. Але питання китайського представництва в ООН залишалося найскладнішою проблемою на сесіях Генеральної Асамблеї. Цзян Тінфу докладав усіх зусиль, щоб зберегти свою позицію, доводячи, що Чан Кайши є єдиним законним главою Китаю, обраним народом на основі конституції.
У листопаді 1961 року призначено китайським послом в США. Він обіймав цю посаду до квітня 1963 року. Потім він повернувся до Нью-Йорку, де його було шпиталізовано. Тут він й помер 9 жовтня 1965 року.

## Творчість
В його доробку збірка основних документів по дипломатичній історії сучасного Китаю, з яких встиг опублікувати 2 томи (період 1930—1934 років), а 3-й залишився невиданим. У 1938 році склав великий огляд становища Китаю в сучасному світі. Цзян також є автором численних статей з дипломатичної історії Китаю. Найзначущими є «Останні триста років північно-східної іноземної агресії» (1932 рік) та «Національна доктрина про родину Конг». Не встиг завершити свої мемуари.